# Piernicola Silvis
Piernicola Silvis (Foggia, 4 luglio 1954) è uno scrittore e poliziotto italiano.

## Biografia
Primo dirigente della Polizia di Stato ordinato questore di Foggia nel gennaio 2014, nel corso della sua carriera nelle forze dell'ordine ha anche ricoperto gli incarichi di dirigente dei commissariati di pubblica sicurezza di Vasto e Senigallia, capo delle squadre mobili di Vicenza e Verona, capo di gabinetto della questura di Ancona, vice questore vicario di Macerata e questore di Oristano.
Parallelamente all'attività di tutela dell'ordine pubblico ha intrapreso, a partire dall'esordio nel 2006 con Un assassino qualunque, quella di scrittore di romanzi appartenenti alla categoria del noir e del thriller. Ha anche partecipato ai primi anni delle attività della Carboneria Letteraria, e un suo racconto (L'assicuratore di Aosta) appare nell'antologia Primo incontro (Centoautori, 2007).
Nel 2016 pubblica Formicae, uscito per la neonata Società Editrice Milanese.
Nell'agosto 2017 ha lasciato il servizio in Polizia di Stato, in pensione dopo 35 anni di servizio, per fare lo scrittore a tempo pieno.

## Opere

### Romanzi
- Un assassino qualunque, Fazi Editore, Roma, 2006. ISBN 88-8112-742-3. Ristampa Mondadori Editore, Milano, 2008.
- L'ultimo indizio, Fazi Editore, Roma, 2008. ISBN 978-88-8112-937-9.
- Gli anni nascosti, Cairo Editore, Milano, 2010. ISBN 978-88-6052-275-7.
- Formicae, SEM, Milano, 2016. ISBN 978-88-93900-01-0.
- La lupa, SEM, Milano, 2018. ISBN 978-88-93900-57-7.
- Gli illegali, SEM, Milano, 2019. ISBN 978-88-93902-12-0.
- Storia di una figlia, SEM, Milano, 2020. ISBN 978-88-93903-01-1.
- La pioggia, SEM, Milano 2021. ISBN 9788893903189.
- Piernicola Silvis, Capire la mafia. Quali sono e come funzionano le grandi organizzazioni criminali, Luiss University Press, 2022, ISBN 9788861058408.